# Villette (Meurthe i Mozela)
Villette – miejscowość i gmina we Francji, w regionie Grand Est, w departamencie Meurthe i Mozela.
Według danych na rok 1990 gminę zamieszkiwało 188 osób, a gęstość zaludnienia wynosiła 41 osób/km² (wśród 2335 gmin Lotaryngii Villette plasuje się na 857. miejscu pod względem liczby ludności, natomiast pod względem powierzchni na miejscu 1047.).